# 岡本将之
岡本 将之（おかもと まさゆき、1983年9月18日 - ）は、日本の男性プロレスラー。熊本県熊本市出身。熊本県南阿蘇村育ち。血液型B型。元大相撲力士。
力士時代は陸奥部屋所属で、四股名は霧の若 太郎（きりのわか たろう）。最高位は西十両4枚目（2009年9月場所）。「霧の若」という四股名は師匠の弟弟子に当たる井筒部屋の幕下の祥映斗（現：俳優の両國宏）がかつて名乗っていた。2011年に大相撲八百長問題で引退勧告処分を受け、引退した。
プロレスラーとしてのリングネームは将軍 岡本（しょうぐん おかもと）。

## 来歴
実家は焼肉店を経営。幼少期は阿蘇山を何度も登って走り回ったり、山中の洞窟で探検をしたりして遊んでいたという。1999年に行われる熊本国体で郷里のフェンシング会場設営が決まったのに向け、立野小学校5年生からフェンシングを教えられた。並行して中学時代は柔道部に所属し中学校3年生の時に県大会へ出場した。3回戦で敗れたが、この時の優勝者は千代白鵬である。
相撲経験は全くなかったが、中学校2年生の冬に噂を聞きつけた陸奥部屋の後援会会員が陸奥とともに訪ねて来て勧誘され、3年生の4月の三者面談で「力士になる」と決意。本人は師匠の現役時代も全く知らなかったが、「情熱的な師匠の話を聞いてみるうちに興味が湧いて決意した。だけど何で『力士になろう』と思ったのかは、今でも分からない」と述べている。
1999年3月場所に初土俵を踏み、その場所は6勝1敗の好成績で優勝決定戦に進んだが敗れた。また、2005年11月場所から4場所連続勝ち越し中で、2006年5月場所は幕下東3枚目で4勝3敗と勝ち越し新十両の可能性もあったが、ならなかった。翌7月場所は最高位（東幕下2枚目）で新十両に挑戦したが、3勝4敗と負け越した。2007年7月場所でも幕下4枚目まで番付を上げたが、3勝4敗と負け越した。
2007年11月場所は幕下西4枚目で5勝2敗と勝ち越し、場所後の番付編成会議で2008年1月場所の十両昇進が決定した。現親方（大関・霧島）の下に入門した力士としては初めての関取となる。同場所では10日目まで2勝8敗という成績で、このままいけば幕下陥落は濃厚と思われたが11日目から5連勝し、十両残留を決めた。3・5月場所も後半戦に強さを見せ、2場所連続で勝ち越しを決めている。しかしその後、2010年1・3・5月場所と3場所連続で負け越し、幕下に陥落した。
以前は旭南海の勧めで、500mlのペットボトルに日本酒をたっぷり注いで場所に持参。取組の30分前に半分を一気に飲み、そのまま準備運動をして土俵に向かっていた。本人によると「かなりテンションが上がります。体中がカーッと熱くなるんです」と話していた。
2011年の大相撲八百長問題では、特別調査委員会から八百長に関与したと認められ、4月1日の相撲協会臨時理事会の結果、引退勧告を受けた。4月5日、引退届を提出し受理された。「言いたいことも沢山あるが、出さなければ師匠に新たな処分が下る。迷惑を掛けられない。今は悔しいのひと言」と言い残した。その後、蒼国来に解雇無効の判決が出た際にはこれを受けて「こういう判決が出るのは分かっていた」と蒼国来の無実を始めから確信していたと主張した上で「自分たちもやっていないと言ったのに放駒理事長たちは話を聞いてくれなかった」と怒りをあらわにしていた。
2012年1月15日、IGFでプロレスに転向することが分かった。リングネームは「将軍 岡本」に決まり、2月17日に行われたデビュー戦でボブ・サップを逆片エビ固めで破った。
2016年4月1日付けでIGFを退団してフリーとなる。
4月に発生した熊本地震で親族や親戚に怪我はなかったものの実家が半壊。
7月23日、曙&浜亮太のタッグチームSMOPに加入。

## 主な成績
- 通算成績：310勝291敗 勝率.516
- 十両成績：85勝110敗 勝率.436
- 現役在位：72場所
- 十両在位：13場所

### 場所別成績
| | 一月場所 初場所（東京） | 三月場所 春場所（大阪） | 五月場所 夏場所（東京） | 七月場所 名古屋場所（愛知） | 九月場所 秋場所（東京） | 十一月場所 九州場所（福岡） |
| --- | ----------------------- | ----------------------- | ----------------------- | --------------------------- | ----------------------- | --------------------------- |
| 1999年 （平成11年） | x                       | （前相撲）              | 西序ノ口32枚目 6–1      | 東序二段95枚目 2–5          | 西序二段119枚目 3–4     | 東序二段135枚目 6–1         |
| 2000年 （平成12年） | 東序二段54枚目 2–5      | 西序二段79枚目 5–2      | 西序二段34枚目 3–4      | 東序二段53枚目 4–3          | 東序二段33枚目 3–4      | 東序二段52枚目 5–2          |
| 2001年 （平成13年） | 東序二段12枚目 5–2      | 東三段目77枚目 6–1      | 東三段目21枚目 3–4      | 東三段目35枚目 4–3          | 西三段目20枚目 4–3      | 東三段目9枚目 3–4           |
| 2002年 （平成14年） | 東三段目22枚目 4–3      | 東三段目11枚目 3–4      | 西三段目28枚目 4–3      | 東三段目13枚目 5–2          | 西幕下51枚目 2–5        | 東三段目12枚目 5–2          |
| 2003年 （平成15年） | 東幕下50枚目 2–5        | 東三段目13枚目 3–4      | 東三段目26枚目 5–2      | 西三段目2枚目 4–3           | 西幕下51枚目 3–4        | 西三段目4枚目 4–3           |
| 2004年 （平成16年） | 西幕下50枚目 3–4        | 西幕下57枚目 6–1        | 西幕下26枚目 4–3        | 西幕下22枚目 4–3            | 東幕下18枚目 2–5        | 西幕下31枚目 4–3            |
| 2005年 （平成17年） | 西幕下25枚目 4–3        | 西幕下20枚目 4–3        | 西幕下14枚目 2–5        | 西幕下25枚目 3–4            | 西幕下32枚目 4–3        | 西幕下25枚目 5–2            |
| 2006年 （平成18年） | 東幕下15枚目 5–2        | 西幕下6枚目 5–2         | 東幕下3枚目 4–3         | 東幕下2枚目 3–4             | 西幕下5枚目 2–5         | 東幕下17枚目 3–4            |
| 2007年 （平成19年） | 東幕下23枚目 4–3        | 東幕下18枚目 5–2        | 西幕下11枚目 6–1        | 東幕下4枚目 3–4             | 西幕下7枚目 4–3         | 西幕下4枚目 5–2             |
| 2008年 （平成20年） | 東十両13枚目 7–8        | 西十両13枚目 8–7        | 東十両12枚目 8–7        | 西十両8枚目 6–9             | 東十両13枚目 3–12       | 東幕下6枚目 5–2             |
| 2009年 （平成21年） | 東幕下2枚目 5–2         | 西十両14枚目 8–7        | 東十両12枚目 9–6        | 西十両8枚目 8–7             | 西十両4枚目 5–10        | 東十両10枚目 8–7            |
| 2010年 （平成22年） | 西十両8枚目 6–9         | 東十両12枚目 7–8        | 東十両13枚目 2–13       | 東幕下14枚目 2–5            | 西幕下27枚目 4–3        | 東幕下23枚目 4–3            |
| 2011年 （平成23年） | 東幕下19枚目 3–4        | 八百長問題 により中止   | 東幕下28枚目 引退 –     | x                           | x                       | x                           |
| 各欄の数字は、「勝ち-負け-休場」を示す。 優勝 引退 休場 十両 幕下 三賞：敢=敢闘賞、殊=殊勲賞、技=技能賞 その他：★=金星 番付階級：幕内 - 十両 - 幕下 - 三段目 - 序二段 - 序ノ口 幕内序列：横綱 - 大関 - 関脇 - 小結 - 前頭（「#数字」は各位内の序列） |                         |                         |                         |                             |                         |                             |

引退時の番付は2011年2月28日の順席による。

## タイトル歴
プロレスリングZERO1
- 第32代NWA UNヘビー級王座
- 第34代、第37代NWAインターコンチネンタルタッグ王座（パートナーは曙→吉江豊）
- 2017年度風林火山優勝（パートナーは吉江豊）

大日本プロレス
- 第10代横浜ショッピングストリート6人タッグ王座（パートナーは浜亮太、中之上靖文）

ストロングスタイルプロレス
- 第3代、第5代UWAアジアパシフィックヘビー級王座

CHAKURIKI
- 第2代ICOインターコンチネンタルヘビー級王座

## 改名歴
- 岡本 将之（おかもと まさゆき）1999年5月場所 - 2001年7月場所
- 霧の若 太郎（きりのわか たろう）2001年9月場所 - 2011年4月場所